# Cheeky's Cast 2
『Cheeky's Cast 2』（チーキーズ キャスト 2）は、BSよしもとで2022年3月22日から9月30日まで毎週月曜日 - 金曜日10:00 - 12:00（JST）に放送されていた生放送の情報番組。

## 概要
吉本興業所属の実力派芸人が住みます芸人からのレポートで各地の情報を伝える情報番組。
左上に時刻表示されている。
セットの中心部にある｢Cheekys Cast｣のSとTが逆なってCatsとなったのは番組プロデューサーの発注ミスによるものである。
2022年10月期に改編により、同年9月30日をもって『Cheekys Cast 1』と共に本番組は終了した。

## 出演者
| 月曜日 | 火曜日 | 水曜日   | 木曜日         | 金曜日 |
| MC     | MC     | MC       | MC             | MC     |
| ------ | ------ | -------- | -------------- | ------ |
| しずる | アキナ | スパイク | 藤崎マーケット | ライス |

## コーナー
- 小さなしあわせカルタを作ろう（火曜日）
- スパイクが作る世界の朝食（水曜日）
  - 小川がスタジオで世界の朝食を調理して、スパイクの二人で試食する[2]。
- ヨガをやってみよう（水曜日）
  - PAMA（放課後ハートビート）が講師を務め、スパイクにヨガを教える[3][4]。
- ぐりふぉんオリジナル ダンシングストレッチ（水曜日）
  - ぐりふぉん（ぐりtoとく）がスパイクとストレッチをする[5][6]。
- 今週の鮮魚芸人（木曜日）
  - NSCから吉本入りした新人芸人がスタジオでネタを披露する。
- お惣菜のコーナー(木曜日)
  - 冒険美食家のマー君がトキにお使いとムチャぶりを頼むコーナー※なぜか田崎は出演していない
- ライスが気になる新米芸人（金曜日）
  - ライスが新人芸人とビデオ通話でトークを行う。

## スタッフ
- 構成：平岡達哉（月）、中切孝（火）、長澤喜稔（水）、稲見周平（木）、渡部隆太（金）
- プロモーション：田嶋大輔（BSよしもと）
- 編成：覚野広一・松尾駿介（BSよしもと）
- AD：八嶋花音
- ディレクター：有瀬典崇、上野蒼
- 演出：佐藤裕司（月・水・金）、鷲見演博（火・木）
- 曜日プロデューサー：中井謙吾（月）、片倉輪子（水）、今泉友里花（金）
- プロデューサー：菊井徳明・木村友厚（よしもとブロードエンタテインメント）
- チーフプロデューサー：武藤佑樹
- 制作協力：吉本興業、よしもとブロードエンタテインメント
- 製作・著作：BSよしもと